# 10152 Укітіро
10152 Укітіро (10152 Ukichiro) — астероїд головного поясу, відкритий 11 вересня 1994 року.
Тіссеранів параметр щодо Юпітера — 3,528.
Названо на честь фізика Укітіро (яп. うきちろう(宇吉郎)吉郎 укітіро:).